# تسویوشی کونیدا
تسویوشی کونیدا (به انگلیسی: Tsuyoshi Kunieda) بازیکن فوتبال اهل ژاپن و عضو تیم ملی فوتبال ژاپن است که در تاریخ ۱۶ اکتبر ۱۹۶۹ میلادی اولین بازی ملی‌اش را انجام داد. او در ۲ بازی ملی حضور داشت و آخرین بازی ملی خود را در تاریخ ۱۸ اکتبر ۱۹۶۹ میلادی انجام داد. تسویوشی کونیدا در بازی‌های ملی‌اش
گلی به ثمر نرساند.